# Rendibilitat financera
El ROE o rendibilitat financera o rendibilitat del capital (en anglès: return on equity, acrònim: ROE) és una ràtio financera que mesura la rendibilitat -rendiment- dels recursos propis d'una empresa, és a dir, la rendibilitat -rendiment- de la inversió feta pels socis.

## Fórmula
Es calcula dividint el benefici net (després d'interessos i impostos) entre els recursos propis (capital i reserves) de l'empresa; sinònim de recursos propis és l'expressió Patrimoni net. Alternativament, i segons les dades de què es disposa per treballar, també es pot calcular com el Benefici per acció dividit pels Recursos propis per acció.

{\displaystyle ROE={\frac {\mbox{Benefici Net}}{\mbox{Recursos propis}}}={\frac {\mbox{Benefici Net}}{\mbox{Patrimoni net}}}={\frac {\mbox{Benefici Net per acció}}{\mbox{Recursos propis per acció}}}}

## Anàlisi per desglossament
Es poden introduir a l'expressió altres variables que afecten en la rendibilitat financera: vendes i actiu.

{\displaystyle ROE={\frac {\text{Benefici Net}}{\text{Recursos propis}}}\times {\frac {\text{Vendes}}{\text{Vendes}}}\times {\frac {\text{Actiu}}{\text{Actiu}}}}
Descomponent i ampliant l'expressió s'obté:
{\displaystyle ROE={\frac {\text{Benefici Net}}{\text{Vendes}}}\times {\frac {\text{Vendes}}{\text{Actiu}}}\times {\frac {\text{Actiu}}{\text{Recursos propis}}}={\text{Marge}}\times {\text{Rotació}}\times {\text{Palanquejament}}\,}
Els dos primers components ja els coneixem de l'apartat anterior, el marge i la rotació. El tercer component que apareix l'anomenem palanquejament, que es defineix com la relació entre les inversions (l'actiu) i els recursos propis de l'empresa.